# Мегавірус
Мегавірус (лат. — Megavirus) — рід нуклеоцитоплазматичних ДНК-вмісних вірусів, що представлені лише єдиним видом — Мегавірус Чилійський (Megavirus chilensis; MGVC).

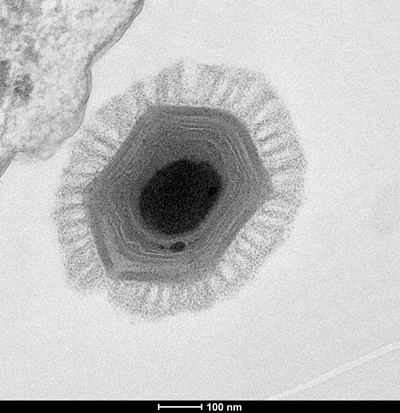
Під електронним мікроскопом

Мегавірус вперше був знадений у воді, в 2010 році в квітні біля наукової станції Лас Круцес (Чилі) професором Жан-Мішель Клавері та доктором Шанталь Абергель.
Цей вірус здатний до реплікації в прісній воді, вражає акантамеб.
Мегавірус — найбільший із всіх відомих вірусів станом на 2011 рік. Діаметр його капсиду — 440 нм.